# Tricholeiochiton lacustris
Tricholeiochiton lacustris är en nattsländeart som beskrevs av Douglas E. Kimmins 1951. Tricholeiochiton lacustris ingår i släktet Tricholeiochiton och familjen smånattsländor. Inga underarter finns listade i Catalogue of Life.